# Sindaci di Tursi
Questo è un elenco di tutti i feudatari, sindaci, podestà e commissari prefettizi che si sono succeduti dal 1150 ai giorni nostri.

## Regno di Sicilia (1130 - 1816)
| Periodo | Periodo | Primo cittadino               | Partito | Carica     | Note |
| ------- | ------- | ----------------------------- | ------- | ---------- | ---- |
| 1150    | ?       | Hugo da Tursi                 | -       | Feudatario |      |
| 1160    | ?       | Silvestro II conte di Marsico | -       | Feudatario |      |

## Regno di Napoli (1263 - 1816)
| Periodo | Periodo | Primo cittadino                       | Partito | Carica     | Note |
| ------- | ------- | ------------------------------------- | ------- | ---------- | ---- |
| 1266    | ?       | Giovanni di Augusto                   | -       | Feudatario |      |
| 1268    | ?       | Giovanni di Montefuscolo              | -       | Feudatario |      |
| 1313    | ?       | Roberto d'Angiò                       | -       | Feudatario |      |
| 1364    | ?       | Antonello Sanseverino                 | -       | Feudatario |      |
| 1393    | ?       | Margherita di Durazzo                 | -       | Feudatario |      |
| 1406    | ?       | Vanceslao Sanseverino                 | -       | Feudatario |      |
| 1421    | ?       | Giovanna II di Napoli                 | -       | Feudatario |      |
| 1441    | ?       | Niccola                               | -       | Feudatario |      |
| 1442    | ?       | Giovanni Sanseverino conte di Marsico | -       | Feudatario |      |
| 1457    | ?       | Luigi Sanseverino                     | -       | Feudatario |      |
| 1485    | ?       | Giovanni Sanseverino                  | -       | Conte      |      |
| 1504    | ?       | Costanza d'Avalos                     | -       | Conte      |      |
| 1507    | ?       | Alfonso Sanseverino                   | -       | Conte      |      |
| 1519    | ?       | Ferdinando Sanseverino                | -       | Conte      |      |
| 1534    | ?       | Paolo Spinola                         | -       | Conte      |      |
| 1546    | ?       | Ferdinando Sanseverino                | -       | Conte      |      |
| 1552    | ?       | Regio Demanio                         | -       | -          |      |
| 1572    | ?       | Giovanni Andrea Doria                 | -       | Conte      |      |
| 1572    | ?       | Galeazzo Pinelli                      | -       | Marchese   |      |
| 1576    | ?       | Regio Demanio                         | -       | -          |      |
| 1594    | ?       | Carlo Doria                           | -       | Duca       |      |
| 1649    | ?       | Carlo Doria Junior                    | -       | Duca       |      |
| 1688    | ?       | Giovanni Andrea Doria                 | -       | Duca       |      |
| 1734    | ?       | Maria Teresa Giovanna Doria           | -       | Duca       |      |
| 1754    | ?       | Lazzaro Doria                         | -       | Duca       |      |
| 1769    | ?       | Maria Giovanna Doria del Carretto     | -       | Duca       |      |
| 1806    | 1808    | Antonio Santissimo                    | -       | Sindaco    |      |
| 1809    | 1809    | Giuseppe Maria Margiotta              | -       | Sindaco    | I    |
| 1810    | 1810    | Giovanni Maria Del Turco              | -       | Sindaco    |      |
| 1811    | 1811    | Giuseppe Maria Margiotta              | -       | Sindaco    | II   |
| 1812    | 1815    | Salvatore Panevino                    | -       | Sindaco    | I    |

## Regno delle Due Sicilie (1816 - 1860)
| Periodo      | Periodo       | Primo cittadino            | Partito | Carica  | Note |
| ------------ | ------------- | -------------------------- | ------- | ------- | ---- |
| 1816         | 1816          | Nicola Santoro             | -       | Sindaco |      |
| 1817         | 1819          | Salvatore Panevino         | -       | Sindaco | II   |
| 1820         | 1821          | Giovanni Favale            | -       | Sindaco |      |
| 1822         | 1824          | Salvatore Latronico        | -       | Sindaco |      |
| 1825         | 1827          | Pietro Spadetta            | -       | Sindaco |      |
| 1828         | giugno 1830   | Filippo Lapolla            | -       | Sindaco |      |
| luglio 1830  | dicembre 1830 | Domenico D'Episcopia       | -       | Sindaco |      |
| gennaio 1831 | giugno 1831   | Vincenzo Siderio           | -       | Sindaco |      |
| luglio 1831  | giugno 1835   | Andrea Brancalasso         | -       | Sindaco |      |
| luglio 1835  | dicembre 1836 | Andrea Basile              | -       | Sindaco | I    |
| 1837         | 1838          | Filippo Giordano           | -       | Sindaco |      |
| 1839         | 1839          | Gennaro Galeazzo           | -       | Sindaco |      |
| 1840         | 1843          | Andrea Basile              | -       | Sindaco | II   |
| gennaio 1844 | giugno 1845   | Gregorio Ayr               | -       | Sindaco |      |
| luglio 1845  | dicembre 1845 | Lazzarino Rocco            | -       | Sindaco | I    |
| 1846         | 1848          | Andrea Santissimo          | -       | Sindaco |      |
| 1849         | 1852          | Giovanni Panevino          | -       | Sindaco |      |
| 1853         | 1855          | Giuseppe Antonio Latronico | -       | Sindaco | I    |
| 1856         | 1857          | Lazzarino Rocco            | -       | Sindaco | II   |
| 1858         | giugno 1860   | Giuseppe Antonio Latronico | -       | Sindaco | II   |

## Regno d'Italia (1861 - 1946)
| Periodo         | Periodo         | Primo cittadino          | Partito                    | Carica      | Note |
| --------------- | --------------- | ------------------------ | -------------------------- | ----------- | ---- |
| luglio 1860     | dicembre 1861   | Egidio Lauria Ginnari    | -                          | Sindaco     | I    |
| 1862            | 1865            | Gianlorenzo Laguardia    | -                          | Sindaco     | I    |
| 1866            | 1866            | Egidio Lauria Ginnari    | -                          | Sindaco     | II   |
| 1867            | 1867            | Vincenzo Favale          | -                          | Sindaco     |      |
| 1868            | 1869            | Gianlorenzo Laguardia    | -                          | Sindaco     | II   |
| 1870            | 1870            | Egidio Lauria Ginnari    | -                          | Sindaco     | III  |
| 1871            | 1872            | Prospero Ferrara         | -                          | Sindaco     |      |
| 1873            | 1875            | Nicola Latronico         | -                          | Sindaco     |      |
| 1876            | 1879            | Giambattista Ayr         | -                          | Sindaco     |      |
| 1880            | 1884            | Salvatore Latronico      | -                          | Sindaco     | I    |
| 1885            | 1894            | Giacomo Satriani Ginnari | -                          | Sindaco     | I    |
| 1895            | 1896            | Salvatore Latronico      | -                          | Sindaco     | II   |
| 1897            | 1898            | Giacomo Satriani Ginnari | -                          | Sindaco     | II   |
| 1899            | 1900            | Salvatore Latronico      | -                          | Sindaco     | III  |
| 1901            | 1906            | Antonio De Santis        | -                          | Sindaco     |      |
| 1907            | 1920            | Michele Favale           | -                          | Sindaco     |      |
| 1921            | 1926            | Giuseppe Latronico       | -                          | Sindaco     | I    |
| 1927            | 1932            | Salvatore Latrecchina    | Partito Nazionale Fascista | Podestà     |      |
| 1933            | 1941            | Giuseppe Latronico       | Partito Nazionale Fascista | Podestà     | II   |
| 1942            | settembre 1943  | Francesco Cucari         | Partito Nazionale Fascista | Podestà     |      |
| 17 ottobre 1943 | 20 gennaio 1944 | Raffaele Sgrò            | -                          | Comm. Pref. |      |
| 21 gennaio 1944 | 18 luglio 1944  | Giuseppe Labriola        | -                          | Sindaco     |      |
| 10 aprile 1945  | 18 aprile 1946  | Giovanni De Vito         | -                          | Sindaco     |      |
| 19 aprile 1946  | 15 maggio 1946  | Ercole Manzi             | -                          | Comm. Pref. |      |

## Repubblica Italiana (1946-oggi)
| Periodo           | Periodo           | Primo cittadino             | Partito                       | Carica      | Note |
| ----------------- | ----------------- | --------------------------- | ----------------------------- | ----------- | ---- |
| 16 maggio 1946    | 24 gennaio 1947   | Francesco Guida             | -                             | Sindaco     | I    |
| 25 gennaio 1947   | 29 settembre 1948 | Eugenio Padula              | -                             | Sindaco     |      |
| 30 settembre 1948 | 27 giugno 1952    | Francesco Guida             | -                             | Sindaco     | II   |
| 26 gennaio 1952   | 31 maggio 1956    | Mario De Santis             | -                             | Sindaco     | I    |
| 1º giugno 1956    | 6 settembre 1962  | Salvatore Filippo Latronico | -                             | Sindaco     |      |
| 12 febbraio 1962  | 29 dicembre 1964  | Giuseppe Palumbo            | -                             | Sindaco     |      |
| 30 dicembre 1964  | 17 dicembre 1966  | Domenico Antonio Basile     | -                             | Sindaco     |      |
| 18 dicembre 1966  | 8 settembre 1967  | Salvatore Romano            | -                             | Sindaco     |      |
| 9 luglio 1967     | 13 dicembre 1971  | Salvatore Armando Di Noia   | -                             | Sindaco     |      |
| 14 dicembre 1971  | 26 maggio 1975    | Vincenzo Nicola Di Giura    | -                             | Sindaco     |      |
| 27 maggio 1975    | 17 luglio 1978    | Vincenzo Cavallo            | -                             | Sindaco     |      |
| 18 luglio 1978    | 7 luglio 1979     | Carmela Lauria              | -                             | Sindaco     |      |
| 18 dicembre 1979  | 16 febbraio 1980  | Emanuele Gerardo Aspriello  | -                             | Sindaco     |      |
| 21 marzo 1980     | 9 aprile 1981     | Giovanni Di Tommaso         | -                             | Sindaco     |      |
| 22 settembre 1981 | 12 dicembre 1983  | Vittorio Emanuele Labriola  | -                             | Sindaco     |      |
| 21 marzo 1984     | 31 luglio 1984    | Nicola Gulfo                | -                             | Sindaco     |      |
| 1º ottobre 1984   | 10 dicembre 1984  | Domenico Camardo            | -                             | Sindaco     | I    |
| 19 dicembre 1984  | 5 luglio 1985     | Francesco Perrini           | -                             | Sindaco     |      |
| 6 luglio 1985     | 28 luglio 1987    | Salvatore Caputo            | centro destra                 | Sindaco     | I    |
| 29 luglio 1987    | 17 ottobre 1988   | Mario De Santis             | -                             | Sindaco     | II   |
| 18 ottobre 1988   | 17 luglio 1989    | Domenico Camardo            | -                             | Sindaco     | II   |
| 20 dicembre 1989  | 5 agosto 1990     | Filippo Lazzaro S. Ragazzo  | -                             | Sindaco     | I    |
| 6 agosto 1990     | 15 settembre 1991 | Giuseppe Domenico Labriola  | -                             | Sindaco     | I    |
| 7 gennaio 1992    | 29 gennaio 1993   | Filippo Lazzaro S. Ragazzo  | -                             | Sindaco     | II   |
| 1º dicembre 1993  | 26 marzo 1997     | Giuseppe Cassavia           | -                             | Sindaco     |      |
| 17 novembre 1997  | 26 maggio 2002    | Antonio Giovanni Guida      | La Margherita                 | Sindaco     | I    |
| 27 maggio 2002    | 26 maggio 2007    | Salvatore Caputo            | Forza Italia                  | Sindaco     | II   |
| 27 maggio 2007    | 16 marzo 2008     | Antonio Giovanni Guida      | Partito Democratico           | Sindaco     | II   |
| 17 marzo 2008     | 29 marzo 2010     | Emilia Felicita Capolongo   | -                             | Comm. Pref. |      |
| 30 marzo 2010     | 31 maggio 2015    | Giuseppe Domenico Labriola  | Lista Civica di centro destra | Sindaco     | II   |
| 31 maggio 2015    | 21 settembre 2020 | Salvatore Cosma             | Lista Civica di centro destra | Sindaco     | I    |
| 21 settembre 2020 | in carica         | Salvatore Cosma             | Lista Civica di centro destra | Sindaco     | II   |